# Уругвайски броненосец
Уругвайският броненосец (Cabassous tatouay) е вид бозайник от семейство Броненосцови (Dasypodidae).

## Разпространение
Видът е разпространен в Аржентина (Кориентес и Мисионес), Бразилия (Баия, Гояс, Еспирито Санто, Мато Гросо, Мато Гросо до Сул, Минас Жерайс, Парана, Рио Гранди до Сул, Рио де Жанейро, Санта Катарина и Сао Пауло), Парагвай и Уругвай.